# Bajrangi Bhaijaan
Bajrangi Bhaijaan es una película dirigida y producida por Kabir Khan. Con protagonistas como Salman Khan, Kareena Kapoor y Nawazuddin Siddiqui en los papeles principales, y trata de una niña pakistaní musulmana perdida en India, que la ayudará un joven religioso a volver a su hogar, a pesar de las dificultades que existen entre religiones.
El rodaje comenzó en Nueva Delí en noviembre de 2014, y la película se estrenó en 2015.

## Sinopsis
Un hombre con espíritu noble ayuda a una niña paquistaní a volver a su hogar.
En Sultanpur, un pintoresco pueblo de Cachemira administrada por Pakistán, los aldeanos se reúnen para ver una televisión de cricket partido entre la India y Pakistán. Entre ellos se encuentra una mujer embarazada (Meher Vij) que, después de dar a luz, los nombres de su hija después de Shahida Shahid Afridi, el jugador que gana el juego para Pakistán. Una tarde, Shahida (Harshaali Malhotra ), ahora de seis años de edad, se cae de un acantilado y es salvado por un árbol sobresaliente. Shahida siendo muda no fue capaz de llamar para pedir ayuda. Ella habría sido capaz de pedir ayuda si ella era capaz de hablar. Su madre preocupada la lleva a la ermita de santo sufí Nizamuddin Auliya en Delhi, con la esperanza de que restablecerá el discurso de Shahida.
Al regresar de Delhi, el tren se detiene para las reparaciones y Shahida se baja para salvar un cordero. Sin el conocimiento de Shahida, el tren se va. Shahida se sube a un tren de carga, y termina en Kurukshetra en el estado de Haryana. Allí conoce a Pawan Kumar Chaturvedi alias Bajrangi (Salman Khan ), un devoto brahmán y un ardiente devoto de la deidad hindú Hanuman. Él llama a Shahida "Munni" y trata en vano encontrar en dónde vive.
En las secuencias de retroceso, se revela que Bajrangi ha sido una decepción para su padre, porque Bajrangi falló sus exámenes de la escuela diez veces. Cuando Bajrangi finalmente se gradúa en su undécimo intento, su padre muere de shock. Bajrangi, en busca de un trabajo, va a la casa de su amigo y entrenador de lucha libre de su padre, Dayanand (Sharat Saxena ), en Nueva Delhi. Después de haber pasado tiempo juntos con su hija Rásica (Kareena Kapoor Khan ), se enamoran entre sí y Dayanand lo acepta con la condición de que Bajrangi consiga un trabajo y una casa separada para sí mismo. En la actualidad, Bajrangi trae Munni para satisfacer Dayanand, que le permite que ella se quede en su casa, creyendo que con su tez blanca, Munni también es un brahmàn. Munni se acostumbra a formar parte de la familia. Finalmente se reveló que Munni es una paquistaní.  Dayanand enfurecido, le ordena a Bajrangi que la envie a Pakistán a través de la Embajada de Pakistán, donde falla el escrito del Bajrangi. Él es traicionado por un agente de viajes local que dice ser capaz de tomar Munni a Pakistán sin pasaporte, pero en realidad la lleva a un burdel, lo que le hace que lleve a Munni con sus padres en Pakistán, en persona y sin pasaporte ni visa.
Bajrangi y Munni son capaces de entrar en Paquistán. Poco después de su llegada, Bajrangi es detenido, sospechoso de ser un espía indio. Se escapa con Munni y conoce a Chand Nawab (Nawazuddin Siddiqui ), un periodista que trabaja para un canal de televisión paquistaní. Nawab de cerca ha estado siguiendo los acontecimientos. Conmovido por la historia, Nawab se une Bajrangi para ayudar a encontrar a los padres de Munni. A ellos se une un erudito religioso islámico (Om Puri), que ayuda a evitar la captura por la policía. Dirige el grupo de Pakistán Cachemira ocupada después de Munni reconoce un área similar a su ciudad natal en una foto de un calendario.
Nawab documenta su viaje en el vídeo, pero ninguna televisión se compromete a emitirla. Decepcionado, carga el vídeo en Internet. Al revisar el material de archivo, Munni reconoce por su madre que recorre en el fondo. Con la ayuda de un conductor de autobús, el trío identifica a Sultanpur como la ciudad natal de Munni. Suben a un autobús a Sultanpur, y son detenidos por la policía que están buscando 'el espía indio'. La elaboración de un plan para desviar su atención, Bajrangi se baja del autobús y corre hacia la selva a la vista. Él se rastreó, golpeado y un disparo en el brazo. Mientras tanto, Nawab y Munni alcanzan Sultanpur, donde Munni finalmente se reúne con su madre.
Los videos enviados por Nawab son virales en toda la India y Pakistán. Un oficial de alto rango compasiva Hamid Khan (Rajesh Sharma) se da cuenta de que Bajrangi es inocente, y lo ha dado a conocer, desafiando la orden de mantenerlo en la cárcel, lo que a su juicio deberían ser pequeña en la parte de Pakistán. Miles de paquistaníes vienen a ver Bajrangi fuera y los indios vienen a recibirlo. Como Bajrangi cruza la frontera, Shahida, que también está en la multitud, corre hacia la valla y clama por él con su voz ahora recuperado. Bajrangi está feliz de verla y corren el uno hacia el otro y se abrazan.

## Elenco
- Salman Khan
- Kareena Kapoor
- Harshaali Malhotra
- Nawazuddin Siddiqui
- Ajaz Khan[2]
- Najeem Khan[3]

## Producción
La escena culminante se filmó en el glaciar Thajiwas en Sonamarg, Jammu y Cachemira.
Desarrollo
El guionista de la película, V. Vijayendra Prasad, declaró que la idea de la película se inspiró en la película en telugu de 1987 Pasivadi Pranam, que a su vez es una nueva versión de la película en malayalam Poovinu Puthiya Poonthennal (1986). Prasad también se inspiró en una historia que escuchó sobre una pareja paquistaní que venía a la India para la cirugía cardíaca de su hija.
Kabir Khan señaló que el guion de Bajrangi Bhaijaan estuvo influenciado por algunas de sus propias experiencias. Notó la influencia de la epopeya hindú Ramayana, que solía ver obras de teatro de Ramlila cuando era niño, y en particular la deidad hindú Bajrangi (Hanuman), que dejó una fuerte impresión en él cuando era niño. Sintió que Bajrangi era un personaje querido por personas de todas las comunidades religiosas de la India, incluidos los hindúes y los musulmanes de la India, debido a cómo Bajrangi brindaba alegría y diversión a muchos niños indios. Khan comenzó a escribir Bajrangi Bhaijaan en parte en respuesta al aumento del sectarismo religioso en India desde la década de 1980 y particularmente en respuesta a Bajrang Dal, una organización fundamentalista hindú que se apropió de Bajrangi por motivos sectarios violentos y desempeñó un papel central en los disturbios mortales de Guyarat en 2002., lo que lleva al nombre Bajrangi a tener connotaciones comunitarias. Comenzó a escribir Bajrangi Bhaijaan en 2013 como una forma de reclamar Bajrangi para todas las comunidades y como una forma de unir a hindúes y musulmanes.
El director de casting de la película fue Mukesh Chhabra.
fotografía principal
La fotografía principal comenzó el 3 de noviembre de 2014 en Nueva Delhi, con la participación de Salman Khan y Kareena Kapoor Khan. El segundo programa de filmación tuvo lugar en ND Studios, Karjat. El tercer horario de la película se llevó a cabo en Mandawa, Rajasthan. El 7 de enero de 2015, se vio a Khan en lo alto del castillo de Mandawa jugando al cricket con un niño. El 10 de enero de 2015, Khan disparó con estudiantes de escuela en el distrito Jhunjhunu de Rajasthan. El rodaje de la película se completó el 20 de mayo. Algunas escenas de la película se rodaron en la granja Panvel de Khan. El rodaje también tuvo lugar en el valle de Cachemira en lugares como Sonamarg y Zoji La. El clímax de la película se rodó en Sonmarg cerca del glaciar Thajiwas (a 10.000 pies sobre el nivel del mar) con unas 7.000 personas. El personaje de Nawazuddin Siddiqui, Chand Nawab, se inspiró en un personaje real, Chand Nawab, que trabajaba en Indus News, con sede en Karachi, en 2008.